# Bridgette Gusterson
Bridgette Gusterson   (Perth, 7 de febrer de 1973), també coneguda com a Bridgette Ireland, fou una waterpolista australiana que va competir durant les dècades de 1990 i 2000. La seva germana Danielle Woodhouse també fou una destacada jugadora de waterpolo.
El 2000 va prendre part en els Jocs Olímpics de Sydney, on guanyà la medalla d'or en la competició de waterpolo. En el seu palmarès també destaca una medalla d'or a la Copa del Món de waterpolo de 1995. Fou 212 vegades internacionals i marcà més de 400 gols amb la selecció australiana.